# 好又多量贩

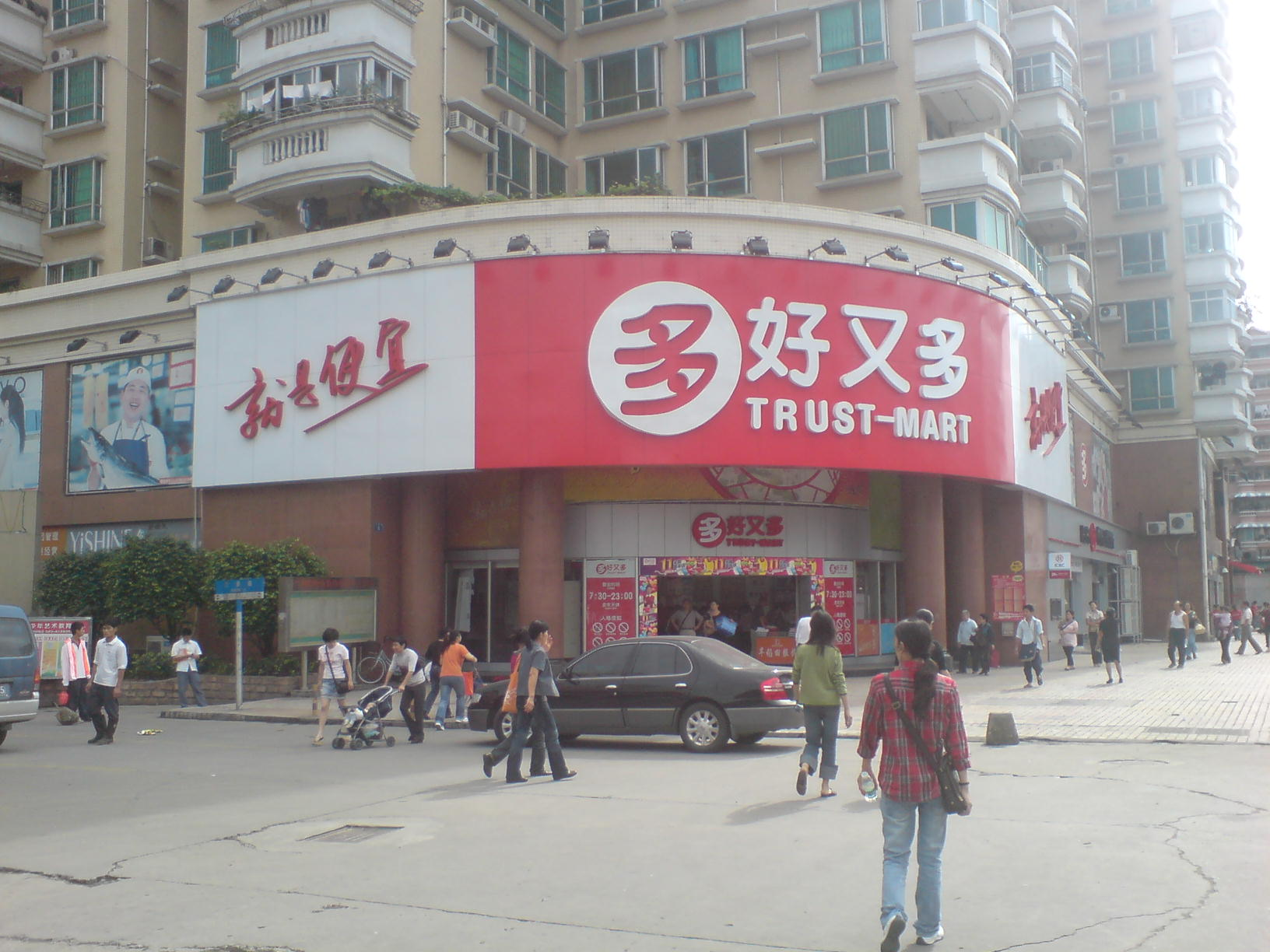
位于广州白云区的好又多云景店

好又多量販（英語：Trust-Mart）成立于1997年8月，由台资诚达集團投资创办，是一家中国大陸的连锁量販，首家分店是设于广州市天河区棠下中山大道的广州天河店。
2007年2月，沃爾瑪以2.64億美元的價格購得好又多35%的股權，還向其他股東提供了3.76億美元的貸款，換取另外30%的投票權，實際控制了好又多的經營。按照當初的約定，在2010年2月底前，沃爾瑪將支付3.2億美元收購餘下股份，並在2010年底之前完成收購實現合併報表。2011年9月被沃尔玛公司并购，旗下经营的大型连锁店全面更换成沃尔玛品牌。

## 简介
销售网络曾遍布中國大陸20多个省、区、直辖市。广州、深圳、湛江、中山、东莞、番禺、佛山、福州、福清、厦门、上海、南京、无锡、苏州、杭州、温州、宁波、绍兴、义乌、嘉兴、常州、武汉、长沙、北京、大连、哈尔滨、成都、南充、绵阳、重庆、昆明、西安等城市均设有分店。

## 经营方式
- 会员制：好又多会员为各行业具有购买能力的顾客，包括：零售商、公司行号、机关团体或企业及事业单位。销售商品大包装，价格低廉。
- 社区型：以社区为服务对象，在居民住宅区域内，以齐全的民生用品为顾客服务。
- 连锁经营：快速发展，网络连锁，所有分店均以统一的形象为顾客提供相同的服务。

## 沃尔玛整合好又多
2007年2月，沃尔玛以2.64亿美元的价格购买广州好又多控股公司35%的股权，同时向其他股东提供3.76亿美元贷款，换取了另外30%投票权。为此，沃尔玛虽然只持有好又多35%的股权，却拥有65%投票权，从而全面掌控好又多的经营。根据协议，沃尔玛有权在2010年进一步扩大股权比例，从而成为好又多的控股股东。然而，沃尔玛原本计划2011年2月全面控股好又多的计划一拖再拖，直至2011年9月好又多商场的店外招牌逐步更换成沃尔玛。